# Typhistes
Genre
Typhistes est un genre d'araignées aranéomorphes de la famille des Linyphiidae.

## Distribution
Les espèces de ce genre se rencontrent au Sri Lanka et en Éthiopie.

## Liste des espèces
Selon World Spider Catalog (version 23.0, 17/06/2022) :
- Typhistes antilope Simon, 1894
- Typhistes comatus Simon, 1894
- Typhistes elephas Berland, 1922

## Systématique et taxinomie
Ce genre a été décrit par Simon en 1894 dans les Argiopidae.

## Publication originale
- Simon, 1894 : Histoire naturelle des araignées. Paris, vol. 1, p. 489-760 (texte intégral).